# Erwin Schrödinger
Erwin Rudolf Josef Alexander Schrödinger (pronunciación en alemán: /ˈɛʁviːn ˈʃʁøːdɪŋɐ/; Viena, 12 de agosto de 1887-Viena, 4 de enero de 1961), citado como Erwin Schrödinger,  fue un físico y filósofo austríaco, naturalizado irlandés, que realizó importantes contribuciones en los campos de la mecánica cuántica y la termodinámica. Recibió el Premio Nobel de Física en 1933 por haber desarrollado la ecuación de Schrödinger, compartido con Paul Dirac. Tras mantener una larga correspondencia con Albert Einstein propuso el experimento mental del gato de Schrödinger que mostraba las paradojas e interrogantes a los que abocaba la física cuántica.

## Biografía

### Infancia y juventud
Schrödinger nació en Erdberg, una localidad cercana a Viena, en 1887. Era hijo de Rudolf Schrödinger y Georgine Emilia Brenda. En 1898 entró en el Akademisches Gymnasium, una de las instituciones de enseñanza media más prestigiosas del ámbito general germánico. Entre los años 1906 y 1910, Schrödinger estudió en Viena recibiendo clases de Franz Serafin Exner y de Friedrich Hasenöhrl. También realizó trabajos experimentales en colaboración con Friedrich Kohlrausch. En 1911, Schrödinger se convirtió en asistente de Exner.

### Inicios de la carrera científica (1911-1921)
En octubre del 1911, después de pasar un año de servicio militar en el ejército austríaco, Schrödinger volvió a su antiguo instituto de física como asistente de Exner. Dio clases de física y participó en experimentos llevados a cabo al laboratorio de Exner. En 1913, Schrödinger solicitó el cargo de Privatdozent y, tras cumplir los requisitos pertinentes (publicar un artículo científico, dar clases magistrales de prueba...), a principios de 1914 el Ministerio aprobó su petición y le concedió la habilitación. La Primera Guerra Mundial pospuso el comienzo de la carrera pedagógica de Schrödinger. El joven físico sirvió como oficial de artillería a las zonas relativamente pacíficas del frente del sudeste de Austria, en Raibl, Komárom y Prosecco, en la región de Trieste. En 1917 llegó a ser profesor de meteorología en la academia de oficiales de Wiener Neustadt. Sus horarios le dejaban bastante tiempo para leer la bibliografía profesional y trabajar en problemas científicos.

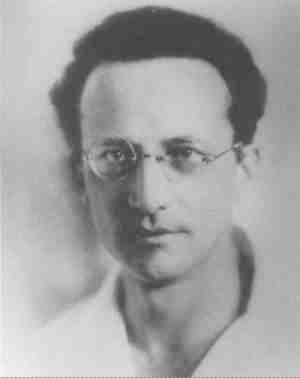
El joven Schrödinger

En noviembre del 1918, Schrödinger volvió a Viena. Poco después recibió una oferta para ocupar la cátedra de física teórica de la Universidad de Chernivtsí. Después del colapso del Imperio Austrohúngaro, la ciudad quedó situada en otro país, de forma que rechazó la oferta. La difícil situación económica, su exiguo sueldo y la quiebra del negocio familiar le obligaron a buscar un nuevo trabajo, incluso en el extranjero. Le surgió una oportunidad en 1919, cuando Max Wien, jefe del Instituto de Física de la Universidad de Jena, le invitó a ser asistente de profesor de física teórica. El austríaco aceptó la oferta de todo corazón y en abril del 1920 se trasladó a Jena, justo después de casarse con Annemarie Bertel el día 6 de aquel mes. Aun así, sólo se quedó cuatro meses, puesto que en septiembre se fue a Stuttgart para ser profesor extraordinario de física de la Escuela Técnica Superior de la ciudad (actualmente la Universidad de Stuttgart). A pesar de la alta inflación del momento, le ofrecieron un gran aumento de sueldo. Aun así, bien pronto otras instituciones le empezaron a ofrecer condiciones todavía mejores y el cargo de catedrático de física teórica, incluyendo las universidades de Wrocław, Kiel, Hamburgo y Viena. Schrödinger se decantó por la primera y abandonó Stuttgart después de medio año. En Wrocław trabajó durante la temporada estival, pero al final volvió a cambiar de ocupación, esta vez para ser jefe del prestigioso Departamento de Física Teórica de la Universidad de Zúrich.

### Zúrich - Berlín (1921-1933)
Schrödinger se mudó a Zúrich en verano del 1921. La vida en Suiza le resultó más estable. El científico practicó el esquí y el alpinismo en las montañas, que ofrecían muchas oportunidades de recreo. Sus relaciones con Peter Debye, Paul Scherrer y Hermann Weyl, que trabajaban en la Politécnica de Zúrich, no muy lejos, favorecieron la creatividad científica de Schrödinger. Su tiempo en Zúrich fue oscurecido por una enfermedad grave en 1921 y 1922. Le diagnosticaron tuberculosis y tuvo que pasar nueve meses recuperándose en Arosa, en los Alpes suizos. En términos de creatividad, los años en Zúrich fueron los más fructíferos y Schrödinger escribió su obra clásica sobre mecánica ondulatoria. Se sabe que Weyl le sirvió de gran ayuda a la hora de resolver las dificultades matemáticas.
En 1926 propone su modelo atómico cuántico no relativista. En este modelo los electrones se contemplaban originalmente como una onda estacionaria de materia cuya amplitud decaía rápidamente al sobrepasar el radio atómico. En este año publica un artículo titulado Quantisierung als Eigenwertproblem en la prestigiosa revista Annalen der Physik sobre la cuantización como un problema de valores propios de la mecánica ondulatoria que se convertiría en la ecuación de Schrödinger.
La notoriedad que generó su innovadora obra hizo que Schrödinger llegara a ser uno de los principales candidatos al prestigioso cargo de catedrático de Física Teórica en la Universidad de Berlín, que había quedado vacante después de la dimisión de Max Planck. Después del rechazo de Arnold Sommerfeld y de superar dudas sobre si valía la pena abandonar Zúrich, Schrödinger aceptó la oferta y empezó a trabajar en su nuevo cargo en octubre de 1927.

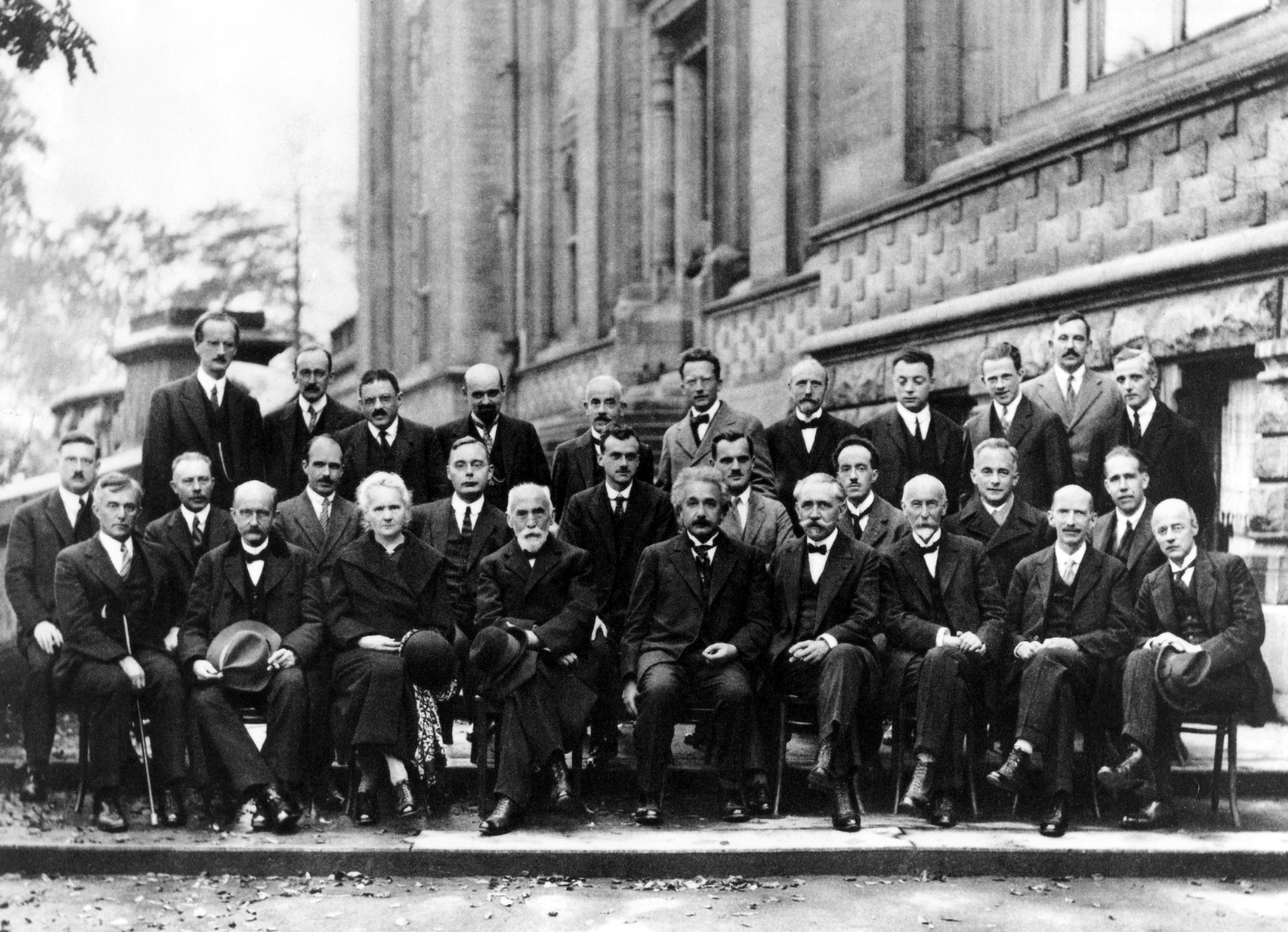
Quinta Conferencia Solvay (1927). Se puede ver Erwin Schrödinger en medio de la fila superior.

En Berlín, el físico austríaco encontró amigos y aliados que compartían su visión conservadora de la mecánica cuántica y no reconocían la interpretación de Copenhague, incluyendo el mismo Max Planck, Albert Einstein y Max von Laue. En la Universidad, Schrödinger dio clases de varias disciplinas de la física, se encargó de seminarios y moderó coloquios de física, pero en general no atraía mucho atención, cosa que resultaba evidente por los pocos estudiantes que tenía. En palabras de Victor Weisskopf, que trabajó durante un tiempo como asistente de Schrödinger, Erwin "hacía el papel de forastero en la universidad".
El mismo año 1927 asistió al V Congreso Solvay, dedicado a la estructura y las propiedades del núcleo atómico, que se desarrolló en la Universidad Libre de Bruselas.

### Oxford - Graz - Gante (1933-1939)
Schrödinger describió el tiempo que había pasado en Berlín como "los años maravillosos durante los cuales enseñé y aprendí". Este periodo concluyó en 1933, con la llegada de Hitler al poder. A Schrödinger no le gustaba nada el nazismo, pero no lo expresó nunca en público, para no implicarse en política. Aun así, en aquella época era casi imposible mantenerse apolítico en Alemania.
Para no permanecer bajo la autoridad de un régimen antisemita, decidió abandonar Alemania. El mismo Schrödinger explicó su salida del país diciendo que "no puedo sufrir que los políticos me asedien". El físico británico Frederick Lindemann (que más adelante sería Lord Cherwell), que estaba de visita en Alemania, le invitó a acompañarlo al Magdalen College de la Universidad de Oxford. Erwin y su mujer salieron de vacaciones al Tirol del Sur, desde donde pasaron directamente a Oxford. Al poco de llegar, descubrió que había sido galardonado con el Premio Nobel de Física, junto con Paul Dirac, "por el descubrimiento de nuevas formas productivas de la teoría atómica".
En su autobiografía, escrita para esta ocasión, Schrödinger resumía así su manera de pensar:

En mi trabajo de investigación, así como en la vida en general, nunca me he comprometido con el pensamiento prevalente ni he seguido las opiniones establecidas desde hace tiempo. Me cuesta trabajar en equipo, incluso, desgraciadamente, con los estudiantes, a pesar de que mi obra nunca ha sido completamente independiente, puesto que mi interés en una materia depende del interés que muestra algún otro. No suelo decir la primera palabra, sino la última, puesto que mi motivación es habitualmente un deseo de protestar o arreglar los problemas...
Erwin Schrödinger

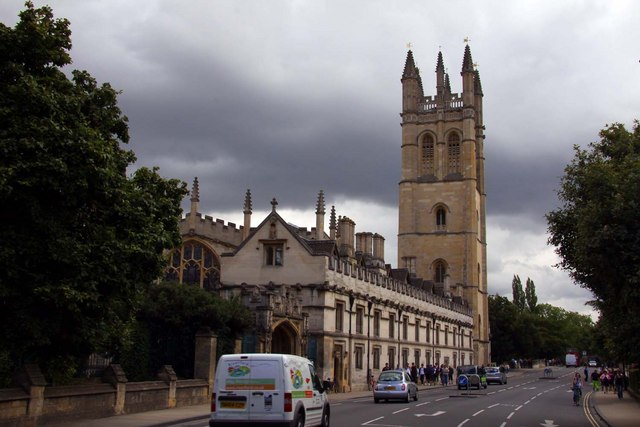
El Magdalen College en Oxford

Su cargo en el Magdalen College de Oxford no comportaba trabajo docente. Como otros extranjeros, recibía dinero del Imperial Chemical Industries. Aun así, nunca llegó a acostumbrarse al carácter específico de la que era una de las universidades más antiguas de Inglaterra. Uno de los motivos era que Oxford se centra principalmente en letras y teología, con poco interés por la física teórica, cosa que hacía que el científico se sintiera incómodo con su alto cargo y gran sueldo, que a veces le parecía una limosna. Otro aspecto que no le gustaba era la vida pública, llena de convenciones y formalidades que, según él, le restringían la libertad. La situación era todavía más complicada debido a su vida personal y familiar no convencional (vivía con dos mujeres), que causó un escándalo a los círculos religiosos de Oxford. En particular, Schrödinger tuvo un conflicto amargo con el catedrático de inglés y literatura Clive Staples Lewis. Todos estos problemas, junto con el fin de las subvenciones para científicos inmigrantes a principios de 1936, forzaron Schrödinger a estudiar diferentes opciones para continuar su carrera en otro lugar que no fuera Oxford.
En 1934 hizo un lectorado en la Universidad de Princeton donde le proponen una plaza permanente que no aceptó. Estuvo a punto de ir a la Universidad de Edimburgo, pero su visado expiró y en 1936 acepta el cargo de catedrático de Física Teórica en la Universidad de Graz, en Austria.
La estancia de Schrödinger en su país natal no duró mucho. En marzo de 1938 se produjo el Anschluss, o anexión de Austria por parte de la Alemania nazi. Schrödinger empezó a tener problemas debido a su fuga de Berlín en 1933 y sus posiciones políticas contrarias al nazismo. Por eso, siguiendo los consejos del rector de la universidad, en un primer momento publicó un escrito en el Tagespost retractándose de su oposición al nazismo (después se arrepentiría de haberlo hecho, tal como reconoció a Einstein), cosa que le valió feroces críticas por parte de sus colegas expatriados. Este hecho, aun así, no bastó para que los nazis olvidaran la ofensa y fue destituido por la universidad por carencia de fiabilidad política. Sufrió acoso y recibió instrucciones de no abandonar Austria. Schrödinger, temiendo que ya se habría quedar a la fuerza, salió rápidamente de Austria hacia Roma (en aquel tiempo, la Italia fascista era el único país en el cual podían viajar los ciudadanos del Tercer Reich sin necesidad de un visado). Entonces, ya había cultivado una relación con el primer ministro irlandés Éamon de Valera, matemático de formación, y pensó en establecer un análogo del Instituto de Estudios Avanzados de Princeton en Dublín.
Desde Roma pasó a la Universidad de Oxford y, de allí, a la de Gante.

### Dublín - Viena (1939-1961)
En 1940 recibió una invitación para ayudar a la creación del que sería el Dublin Institute for Advanced Studies (el 'Instituto Irlandés de Estudios Avanzados'), promovido por el taoiseach (primer ministro) Éamon de Valera. Se trasladó a Irlanda, se estableció en Dublín, en el suburbio de Clontarf, y se le nombró director de la Escuela de Física Teórica (School for Theoretical Physics). Permaneció en Irlanda durante 17 años y adquirió la nacionalidad irlandesa. Durante su estancia en Dublín escribió más de 50 publicaciones sobre varios temas, desde la biología (What is life, 1944), a la historia de la ciencia (Nature and the Greeks, 1954) pasando por sus aproximaciones a una teoría unificada de todas las fuerzas fundamentales (a veces conocida bajo el nombre de teoría del todo) (Space-Time Structure, 1950).

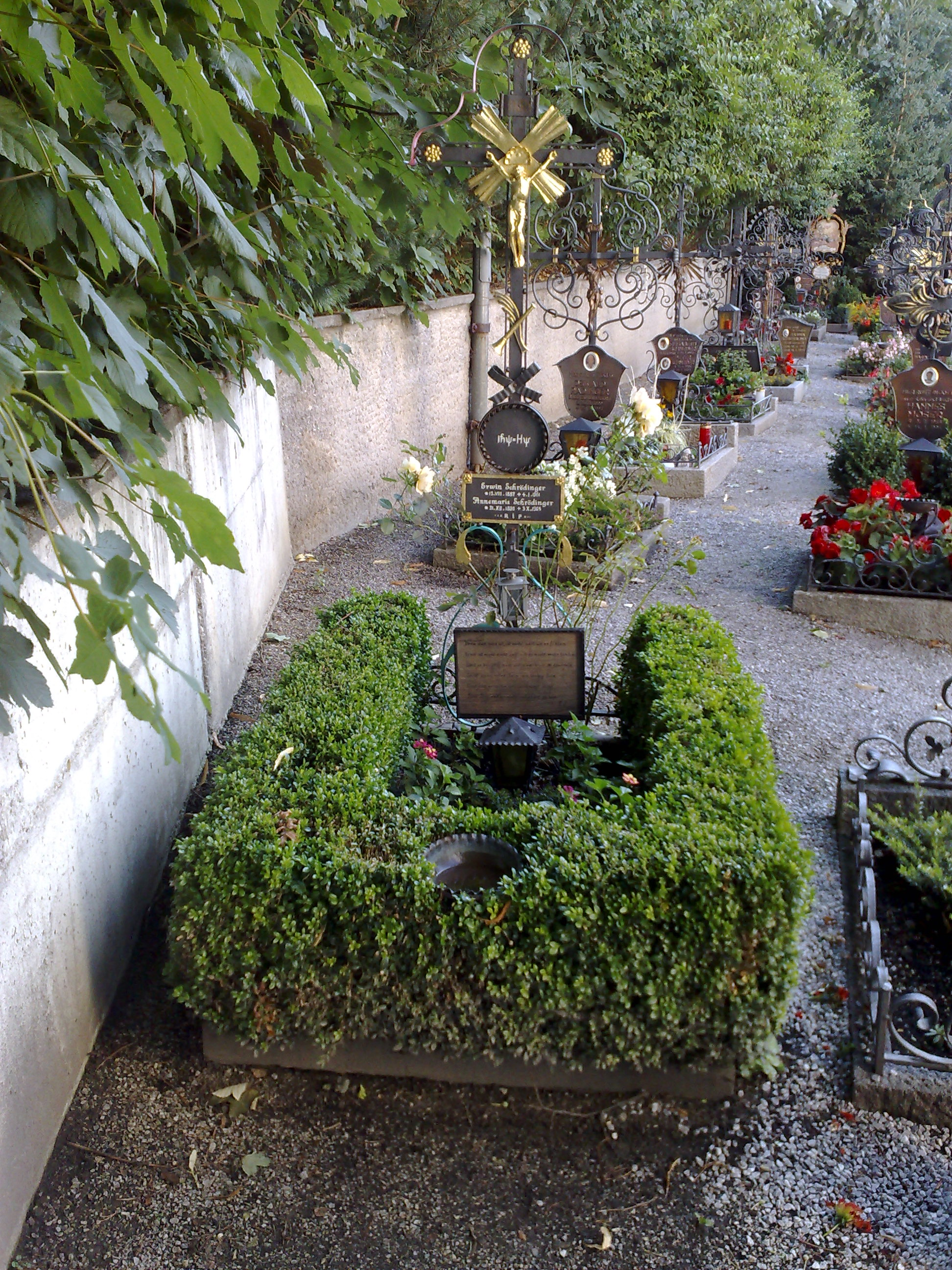
Tumba de Schrödinger en Alpbach (Tirol).

Schrödinger residió en Dublín hasta su jubilación en 1955. Durante su estancia continuó relacionándose con diferentes mujeres, incluidas algunas estudiantes, relaciones consideradas escandalosas, de las cuales le nacieron dos hijas. En 1956 volvió a Viena. Los últimos años de su vida los dedicó a la física matemática, la relatividad general y la teoría del todo; pero su último libro Meine Weltansicht ('Mi visión del mundo') de 1961 lo dedicó a su visión de la metafísica.
Schrödinger murió el 4 de enero de 1961 en la ciudad de Viena, a consecuencia de la tuberculosis a la edad de 73 años, y fue enterrado en el pueblo de Alpbach en el Tirol.
Cronología
- 1934 asociado en la Universidad de Princeton.
- 1936 Universidad de Graz, Austria.
- 1938 después de la ocupación de Austria por Hitler, tuvo problemas por haber abandonado Alemania en 1933 y por sus preferencias políticas; busca becas e investigaciones a través de Italia y Suiza hasta Oxford - Universidad de Ghent. En el Instituto de Estudios Avanzados en Dublín, es Director de la Escuela de Física Teórica. Más de 50 publicaciones en varias áreas. Intentos hacia una teoría de campo unificada.
- 1944 ¿Qué es la vida? (Concepto de código genético, neguentropía).
- En Dublín hasta su jubilación.
- 1955 vuelve a Viena (plaza ad personam). En una importante conferencia durante la Conferencia de Energía Mundial se niega a hablar sobre la energía atómica debido a su escepticismo. En su lugar dio una charla sobre filosofía.

Falleció en Viena en 1961, a los 73 años, de tuberculosis. Le sobrevivió su viuda Anny. Fue enterrado en Alpbach (Austria).

### ¿Qué es la vida?
En 1944 publicó en inglés un pequeño volumen titulado ¿Qué es la vida? (What is life?), resultado de unas conferencias divulgativas. Esta obra menor ha tenido gran influencia sobre el desarrollo posterior de la biología. Aportó dos ideas fundamentales:
1. Primero, que la vida no es ajena ni se opone a las leyes de la termodinámica, sino que los sistemas biológicos conservan o amplían su complejidad exportando la entropía que producen sus procesos (véase neguentropía).
2. Segundo, que la química de la herencia biológica, en un momento en que no estaba clara su dependencia de ácidos nucleicos o proteínas, debe basarse en un «cristal aperiódico», contrastando la periodicidad exigida a un cristal con la necesidad de una secuencia capaz de codificar información necesariamente irregular. Según las memorias de James Watson, DNA, The Secret of Life, el libro de Schrödinger de 1944 What is Life? le inspiró para investigar los genes, lo que lo llevó al descubrimiento de la estructura de doble hélice del ADN.[24]

## Investigación científica

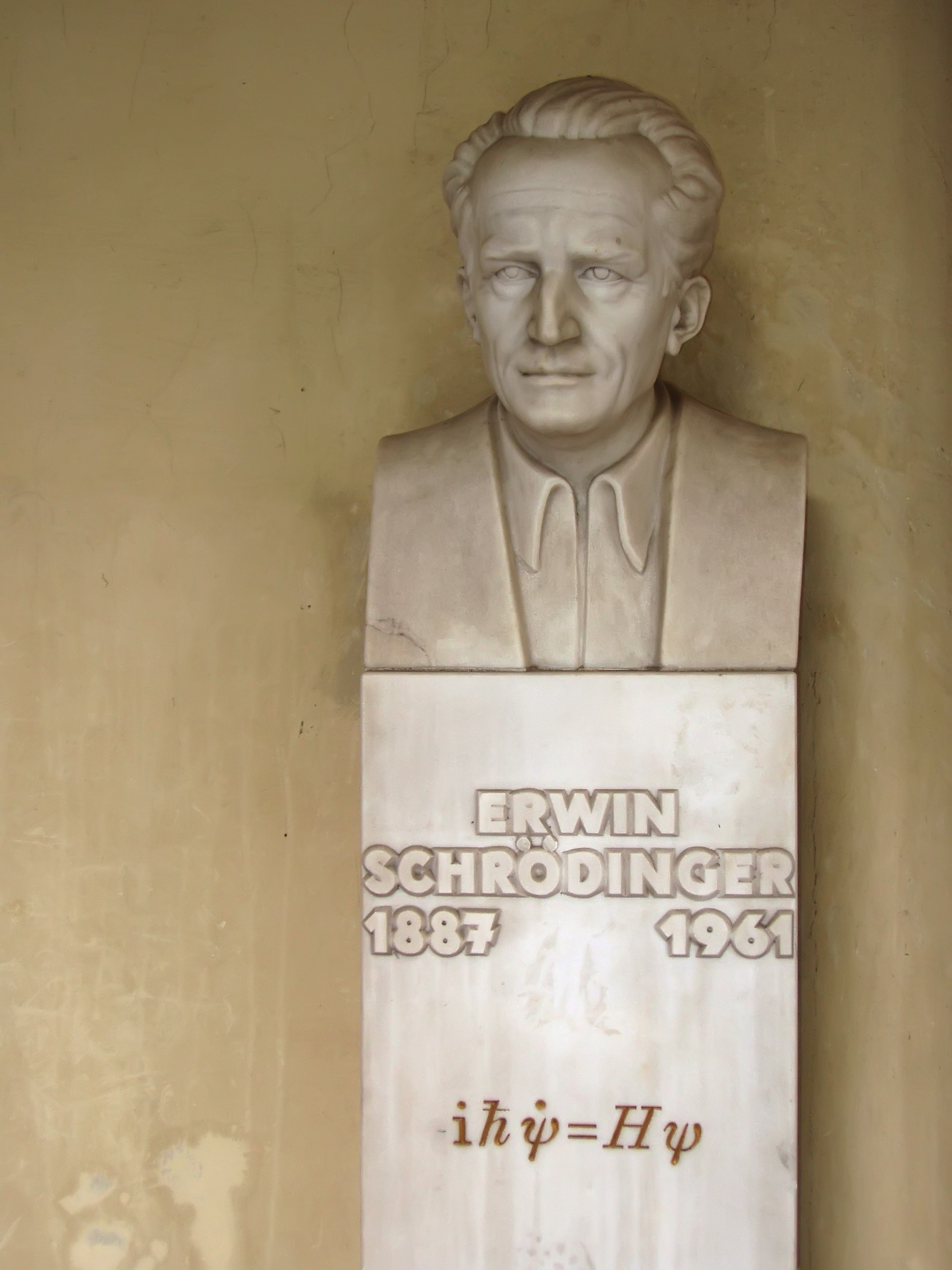
Estatua de Erwin Schrödinger en la Universidad de Viena

En 1926 formuló su famosa ecuación de Schrödinger, que, a pesar de llegar algo más tarde que la Matrizenmechanik (la mecánica matricial) de Werner Heisenberg, es uno de los fundamentos de la mecánica cuántica. Schrödinger utilizó ecuaciones diferenciales para describir cómo cambia el estado cuántico de un sistema físico a lo largo del tiempo. Esta aportación le reportó fama mundial y le hizo merecedor del Premio Nobel de Física de 1933 (conjuntamente con el físico británico Paul Dirac). En una famosa serie de artículos publicados en la revista científica Annalen der Physik Schrödinger demostró la equivalencia de su formulación con la mecánica matricial de Heisenberg, Born y Pascual Jordan.
En 1935, después de una extensa correspondencia con su amigo Albert Einstein, propuso publicar el experimento mental conocido como el gato de Schrödinger, con la intención de ilustrar los problemas de la interpretación de Copenhague de la mecánica cuántica cuando se intenta aplicar a la descripción de fenómenos a escala macroscópica.
Schrödinger hizo aportaciones importantes en el campo del color. El trabajo de Ernst Mach lo trajo a la teoría de la visión o percepción del color, un campo en el cual llegó a ser un experto reconocido. También hizo estudios de colorimetría, estudió diferentes espacios de color del modelo CIE 1931 (CIE XYZ) de la Comisión Internacional de Iluminación. Dado que la mezcla aditiva de los colores sigue las normas de la adición vectorial, representó los colores como vectores.

## Reconocimientos
- En 1933, recibe el Premio Nobel de Física.
- En 1937, recibe la Medalla Max Planck.
- En 1949, se incorpora (como miembro) a la Royal Society de Londres.
- En 1983, el Banco de Austria emitió un billete de 1 000 chelines dedicado a Schrödinger.
- En honor suyo se bautizó con su apellido el asteroide (13092) Schrödinger descubierto el 24 de septiembre de 1992 por Freimut Börngen y Lutz D. Schmadel.[30]
- El cráter lunar Schrödinger lleva este nombre en su memoria.[31]
- En 1999, la Academia de Ciencias de Austria creó el Premio Erwin Schrödinger (Erwin-Schrödinger-Preis).

## Legado
Las cuestiones filosóficas que plantea el gato de Schrödinger todavía se debaten actualmente. Este experimento mental se ha vuelto su contribución más perdurable en la ciencia popular, mientras que la ecuación de Schrödinger es su contribución más durable en un ámbito más técnico. En 1993 se fundó en Viena el Instituto Internacional de Física Matemática Erwin Schrödinger.[cita requerida]
En la Luna, el crater Schrödinger recibió su apellido en su honor.